# Cartaletis natalensis
Cartaletis natalensis är en fjärilsart som beskrevs av Louis Beethoven Prout 1917. Cartaletis natalensis ingår i släktet Cartaletis och familjen mätare. Inga underarter finns listade i Catalogue of Life.